# Cymbalaria microcalyx
Cymbalaria microcalyx är en grobladsväxtart. Cymbalaria microcalyx ingår i släktet murrevor, och familjen grobladsväxter.

## Underarter
Arten delas in i följande underarter:
- C. m. acutiloba
- C. m. alba
- C. m. dodekanesi
- C. m. ebelii
- C. m. heterosepala
- C. m. microcalyx
- C. m. minor